# Lugny (Aisne)
Lugny – miejscowość i gmina we Francji, w regionie Hauts-de-France, w departamencie Aisne.
Według danych na styczeń 2014 roku gminę zamieszkiwały 122 osoby, a gęstość zaludnienia wynosiła 25,6 osób/km².